# François Gérard
Francois Pascal Gérard (født 11. marts 1770 i Rom, død 11. januar 1837 i Paris) var en fransk maler og baron. 
Gérard studerede først skulptur under Pajou og dyrkede derefter malerkunst under David. Med sit affabelt slebne væsen passede han ikke ind i Revolutionens aktive politik, og den stilling som medlem i Revoltitionstribunalet, som hans lærer skaffede ham, forstod han snarest at unddrage sig. Efter at have vundet en vis anseelse med »Josef genkendt af Brødrene« (1789; 2. Pris) og Tegningerne til pragtudgaven af Vergil (for Didot) m. m. slog han igennem 1795 med sit udmærket komponerede »Belisar« (Leuchtenbergs Gal. i Petrograd); det sødlige »Amor kysser Psyke« (1798, Louvre) skaffede ham et beundrende Publikum, der også nød hans senere lidt niarvløse akademiske arbejder, som »De fire Livsaldere« (1806, i Neapel), »Homer«, »Dafnis og Chloe« (1824, Louvre), »Corinna« etc. flere stukne af tidens største mestre. Ogsaa i Historiebilledet holdt han sig saa temmelig inden for den davidske overlevering; han malede »Slaget ved Austerlitz« (1811), »Henrik IV’s Indtog i Paris« (1817), der skaffede ham barontitel og værdighed som kgl. Hofmaler,
Het store, delvis ødelagte »Karl X’s Salving« (1827), begge i Versailles o. fl. I portrættet ydede han sit bedste. Hans c. 300 portrætter udmærker sig ikke ved dyb sjæleskildring, men ved malerisk Form og Evnen til med Finhed at gengive personens apparition og antyde milieuet; for denne »Malernes Konge og Kongernes Maler« sad en stor Mængde af Datidens Berømtheder; Damernes Gratie, de Fornemmes Anstand, skildrede han med smigrende, men taktfuld Pensel. Ikke underligt, at Mme. Récamier følte sig mere tilfreds med G.’s Opfattelse end med David’s mindre kokette Fremstilling .af hendes Skønhed. Portrætterne af Kejserinde Josefine og af Napoleon (fra 1802) henledte den fornemme Verdens opmærksomhed paa hans Talent som Portrætmaler; allerede tidligere havde han dog udført gedigne Arbejder i denne Genre: det karakterfulde og enkle »Mile. Brongniart« (1795) og »Mimaturmaleren Isabey med Datter« (1796, Louvre); af hans Portrætter kan endvidere nævnes: Canova og Karl X (begge i Louvre), Napoleon I i Kroningsdragt (Dresden) og Ludvig XVIII, paa Sthlm’s Slot Portr. af Napoleon,
Josephine, Karl XIV, Desideria m. m. Fra 1826 begyndte han at udgive sine Portrætter i Stik af P. Adam (Collections des portraits hist. de M. le baron G. etc). 

## Billedgalleri
- Amor kysser Psyke, 1798. Louvre
- Madame Bonaparte dans son salon de Malmaison, 1801. Eremitagen
- Portrait af Napoleon Bonaparte, 1805-15. Rijksmuseum Amsterdam
- Slaget ved Austerlitz, 1810. Château de Versailles
- Dafnis og Chloe, 1824. Detroit Institute of Arts